# Lukáš Hrádecký
Lukáš Hrádecký (Bratislava, Eslovaquia, 24 de noviembre de 1989) es un futbolista finlandés de origen eslovaco. Juega como portero en el A. S. Monaco F. C. de la Ligue 1.

## Trayectoria
Nació a finales de 1989 en Bratislava, por aquel entonces parte de Checoslovaquia. Cuando era pequeño su familia emigró a Finlandia para establecerse en Turku, donde han residido desde entonces. Su hermano menor Matej Hrádecký es también futbolista internacional.
Formado como guardameta en las categorías inferiores del Turun Palloseura, su primera oportunidad profesional tras haber abandonado la entidad. En 2009 hizo una prueba en el Esbjerg fB de la Superliga danesa y fue contratado durante las siguientes cuatro temporadas, incluyendo una Copa de Dinamarca en la edición 2012-13. Posteriormente jugó para el Brøndby IF desde 2013.
En 2015 fue traspasado al Eintracht Fráncfort de la Bundesliga por petición del técnico Niko Kovač. Gracias a su carrera en el equipo alemán pudo consolidarse con la selección finlandesa, y en la temporada 2017-18 su equipo se proclamó vencedor de la Copa de Alemania.
En el mercado de fichajes se trasladó al Bayer Leverkusen, equipo con el cual se clasificó para la Liga de Campeones de la UEFA 2019-20 tras finalizar en cuarta posición durante su primera Bundesliga con la nueva camiseta.
El 26 de octubre de 2024, en el 11.º partido de Bundesliga ante el Werder Bremen, se convirtió en el primer jugador extranjero del Bayer Leverkusen en alcanzar los 200 partidos en la liga alemana. Esa fue su última temporada en el club, ya que el 8 de agosto de 2025 fichó por el A. S. Monaco F. C. con un contrato por dos años más otro opcional.

## Estadísticas

### Clubes
Actualizado al último partido disputado el 5 de noviembre de 2024.
| Club                           | Div.          | Temporada     | Liga  | Liga  | Copas nacionales | Copas nacionales | Copas internacionales | Copas internacionales | Total | Total |
| Club                           | Div.          | Temporada     | Part. | Goles | Part.            | Goles            | Part.                 | Goles                 | Part. | Goles |
| ------------------------------ | ------------- | ------------- | ----- | ----- | ---------------- | ---------------- | --------------------- | --------------------- | ----- | ----- |
| Åbo IFK · Finlandia            | 3.ª           | 2008          | 11    | 0     | 0                | 0                | —                     | —                     | 11    | 0     |
| Åbo IFK · Finlandia            | Total club    | Total club    | 11    | 0     | 0                | 0                | 0                     | 0                     | 11    | 0     |
| Esbjerg fB Dinamarca           | 1.ª           | 2009-10       | 5     | 0     | 0                | 0                | —                     | —                     | 5     | 0     |
| Esbjerg fB Dinamarca           | 1.ª           | 2010-11       | 13    | 0     | 2                | 0                | —                     | —                     | 15    | 0     |
| Esbjerg fB Dinamarca           | 2.ª           | 2011-12       | 25    | 0     | 1                | 0                | —                     | —                     | 26    | 0     |
| Esbjerg fB Dinamarca           | 1.ª           | 2012-13       | 33    | 0     | 6                | 0                | —                     | —                     | 39    | 0     |
| Esbjerg fB Dinamarca           | Total club    | Total club    | 76    | 0     | 9                | 0                | 0                     | 0                     | 85    | 0     |
| Brøndby IF Dinamarca           | 1.ª           | 2013-14       | 33    | 0     | 0                | 0                | —                     | —                     | 33    | 0     |
| Brøndby IF Dinamarca           | 1.ª           | 2014-15       | 33    | 0     | 3                | 0                | 2                     | 0                     | 38    | 0     |
| Brøndby IF Dinamarca           | 1.ª           | 2015-16       | 3     | 0     | 0                | 0                | 6                     | 0                     | 9     | 0     |
| Brøndby IF Dinamarca           | Total club    | Total club    | 69    | 0     | 3                | 0                | 8                     | 0                     | 80    | 0     |
| Eintracht Fráncfort · Alemania | 1.ª           | 2015-16       | 36    | 0     | 1                | 0                | —                     | —                     | 37    | 0     |
| Eintracht Fráncfort · Alemania | 1.ª           | 2016-17       | 33    | 0     | 6                | 0                | —                     | —                     | 39    | 0     |
| Eintracht Fráncfort · Alemania | 1.ª           | 2017-18       | 34    | 0     | 6                | 0                | —                     | —                     | 40    | 0     |
| Eintracht Fráncfort · Alemania | Total club    | Total club    | 103   | 0     | 13               | 0                | 0                     | 0                     | 116   | 0     |
| Bayer Leverkusen · Alemania    | 1.ª           | 2018-19       | 32    | 0     | 2                | 0                | 6                     | 0                     | 40    | 0     |
| Bayer Leverkusen · Alemania    | 1.ª           | 2019-20       | 34    | 0     | 5                | 0                | 11                    | 0                     | 50    | 0     |
| Bayer Leverkusen · Alemania    | 1.ª           | 2020-21       | 29    | 0     | 3                | 0                | 5                     | 0                     | 37    | 0     |
| Bayer Leverkusen · Alemania    | 1.ª           | 2021-22       | 32    | 0     | 2                | 0                | 7                     | 0                     | 41    | 0     |
| Bayer Leverkusen · Alemania    | 1.ª           | 2022-23       | 33    | 0     | 1                | 0                | 14                    | 0                     | 48    | 0     |
| Bayer Leverkusen · Alemania    | 1.ª           | 2023-24       | 33    | 0     | 1                | 0                | 0                     | 0                     | 34    | 0     |
| Bayer Leverkusen · Alemania    | 1.ª           | 2024-25       | 8     | 0     | 1                | 0                | 3                     | 0                     | 12    | 0     |
| Bayer Leverkusen · Alemania    | Total club    | Total club    | 198   | 0     | 14               | 0                | 45                    | 0                     | 262   | 0     |
| Total carrera                  | Total carrera | Total carrera | 457   | 0     | 39               | 0                | 53                    | 0                     | 549   | 0     |

## Palmarés

### Títulos nacionales
| Título                | Club                | País     | Año  |
| --------------------- | ------------------- | -------- | ---- |
| Copa de Alemania      | Eintracht Fráncfort | Alemania | 2018 |
| Bundesliga            | Bayer 04 Leverkusen | Alemania | 2024 |
| Copa de Alemania      | Bayer 04 Leverkusen | Alemania | 2024 |
| Supercopa de Alemania | Bayer 04 Leverkusen | Alemania | 2024 |